# Bahnhof Lissabon Belém
Der Bahnhof Lissabon Belém (auf Schildern und in Fahrplänen nur als Belém bezeichnet) ist ein Bahnhof in der Lissabonner Freguesia Belém. Die an der Linha de Cascais gelegene Station ist aus betrieblicher Sicht ein Haltepunkt, da sich auf Bahnhofsgebiet keine Weichen befinden.

## Geschichte
Die Haltestelle Belém wurde am 6. Dezember 1890 eröffnet, als das Teilstück Pedrouços–Alcântara-Mar dem Verkehr übergeben wurde. Bereits bei Betriebsaufnahme verkehrten Züge nach Cascais, diese Strecke wurde bereits ein Jahr zuvor in Betrieb genommen. 1895 folgte die Fortsetzung zum Estação Cais do Sodré im Stadtzentrum Lissabons.
1932 wurden die bisher provisorischen Bauten durch ein neues Empfangsgebäude mit Unterstand für die Reisenden errichtet.

## Verkehr
Seit die Linha de Cascais 1997 ins System der USGL (heute CP Urbanos de Lisboa) integriert wurde, wird der Bahnhof ausschließlich von Nahverkehrszügen bedient. Heute halten im Viertelstundentakt Züge zwischen Cais do Sodré und Oeiras der Linha de Cascais-Familie, die Züge des Zuglaufs Cais do Sodré–Estoril–Cascais passieren den Bahnhof ohne Halt. Güterverkehr findet keiner statt.

## Anlage und Empfangsgebäude
Der Bahnhof besteht aus zwei Durchgangsgleisen an zwei Seitenbahnsteigen, Anschlussgleise sind keine zu finden, genauso wenig wie Weichen, sodass Belém in betrieblicher Hinsicht einen Haltepunkt (apadeiro) darstellt.
Der dem Ortskern von Belém zugewandte Bahnsteig umfasst ein Empfangsgebäude, in dem kleinere Einrichtungen wie eine Bar, Telefonzellen und Ticketautomaten untergebracht sind, während der andere Bahnsteig mit einem Unterstand versehen ist.
Der Bahnhof liegt zwischen Avenida de India und Avenida de Brasilia, der beiden westlichen Ausfallstraßen Lissabons. Die Erschließung erfolgt durch eine Überführung, welche gleichzeitig auch die Verbindung zwischen Belém und dem Tejoufer sicherstellt.

## Bedeutung
Die Haltestelle ist nebst der Straßenbahn und dem Bus die Haupterschließung Beléms. Im Gegensatz zu den ersten beiden Verkehrsmittel genießt sie vor allem Bedeutung für Pendler und im Umsteigeverkehr von Porto Brandão, die Touristenattraktionen rund ums Mosteiro dos Jerónimos, den Torre de Belém und dem Padrão dos Descobrimentos liegen hunderte Meter westlich der Station.

## Estaço Fluvial de Belém
Unmittelbar südlich an die Station grenzt die Estaço Fluvial de Belém (auch Gare Fluvial de Belém), an deren drei Liegeplätzen verkehren Schiffe nach Porto Brandão der Transtejo & Soflusa.